# Sékou Kourouma
Sékou Kourouma (fallecido el 18 de abril de 2020) fue un político guineano, asesor político y asesor del presidente guineano Alpha Condé.

## Biografía
Ocupó el cargo de Jefe de Gabinete del Presidente Condé, un puesto de alto rango oficialmente conocido como Secretario General del Gobierno, hasta su muerte por COVID-19 en abril de 2020. Kourouma, quien también fue exministro de Obras Públicas, era pariente de Condé.
Sékou Kourouma murió por complicaciones de COVID-19 el sábado 18 de abril de 2020 en el Hospital Donka en Conakry. El Ministro de Salud de Guinea, el coronel Remy Lamah, confirmó la muerte de Kourouma esa noche, mientras que la Oficina del Presidente emitió declaraciones y tuits al día siguiente. La muerte de Kourouma fue la última de una serie de muertes de funcionarios de alto perfil durante la pandemia de coronavirus de 2020 en Guinea. Además de Kourouma, el jefe de la comisión electoral de Guinea, Amadou Salif Kebe, murió de COVID-19 el 17 de abril de 2020, solo 24 horas antes. Victor Traoré, el director de la oficina de Interpol de Guinea, también murió de COVID-19 en abril. 
Kourouma también fue el segundo Jefe de Gabinete de un presidente de África Occidental en morir por COVID-19 en abril de 2020. Abba Kyari, Jefe de Gabinete del Presidente de Nigeria de Muhammadu Buhari, murió de COVID-19 el 17 de abril de 2020, el día antes de la muerte de Kourouma.